# Haworthia magnifica
Haworthia magnifica là một loài thực vật có hoa trong họ Măng tây. Loài này được Poelln. mô tả khoa học đầu tiên năm 1933.

## Hình ảnh

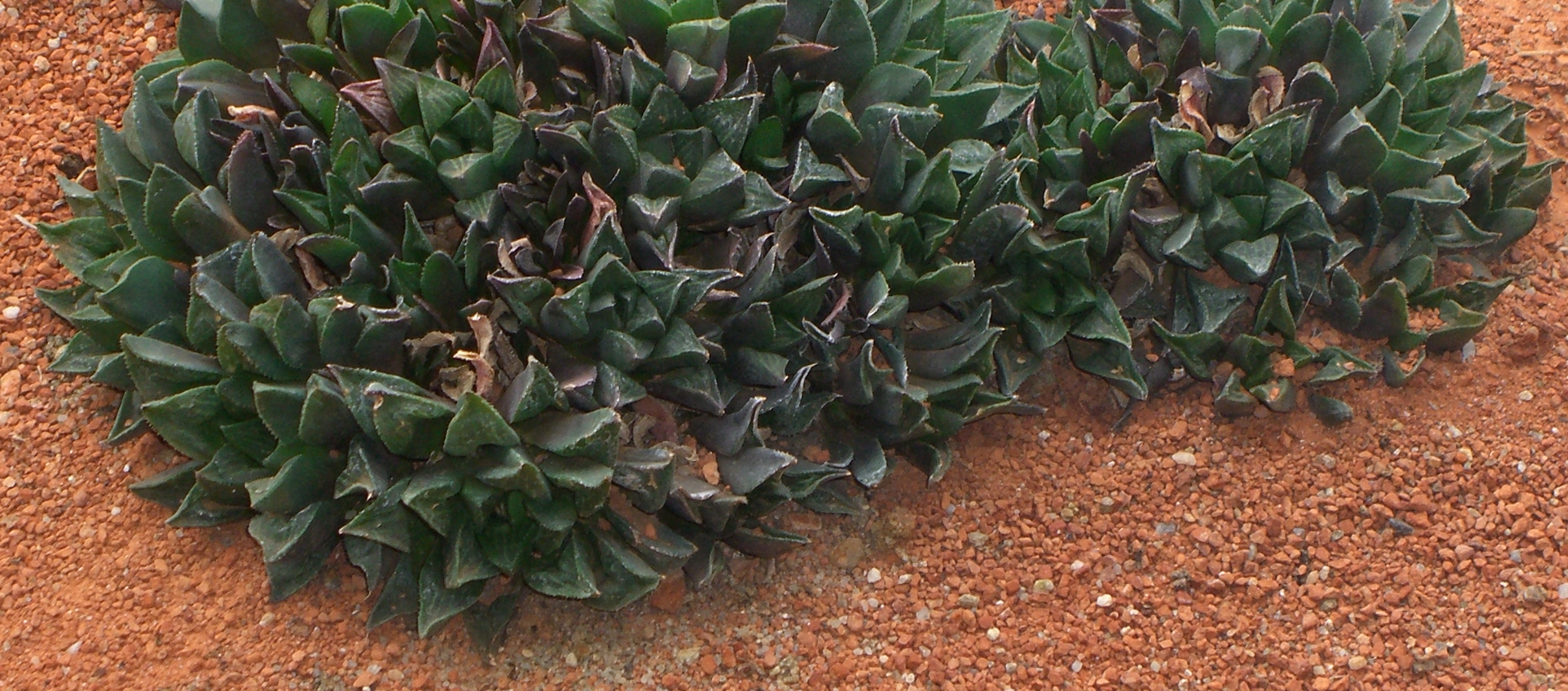